# Rhinotus fulvus
Rhinotus fulvus är en mångfotingart som beskrevs av Carl Graf Attems 1943. Rhinotus fulvus ingår i släktet Rhinotus och familjen Siphonotidae. Inga underarter finns listade i Catalogue of Life.